# Милорад Станулов
Милорад Станулов (рођен 20. фебруара 1953. у Зрењанину, ФНРЈ) је српски веслач, који је наступао за Југославију. Освајао је медаље на Олимпијским играма и Светским првенствима. Обе олимпијске медаље освојио је са Зораном Панчићем у дубл скулу. У скифу је заузео треће место на Светском првенству на Новом Зеланду 1978. Био је и вишеструки првак Балкана и Југославије.